# L'Amour divin et l'Amour profane
L'Amour divin et l'Amour profane est un tableau peint à Rome vers 1602 par Giovanni Baglione dans deux versions successives, sur commande du cardinal Benedetto Giustiniani. L'une (probablement la première) est désormais conservée dans la Gemäldegalerie de Berlin ; l'autre se trouve au musée du palais Barberini à Rome.

## Datations et titres

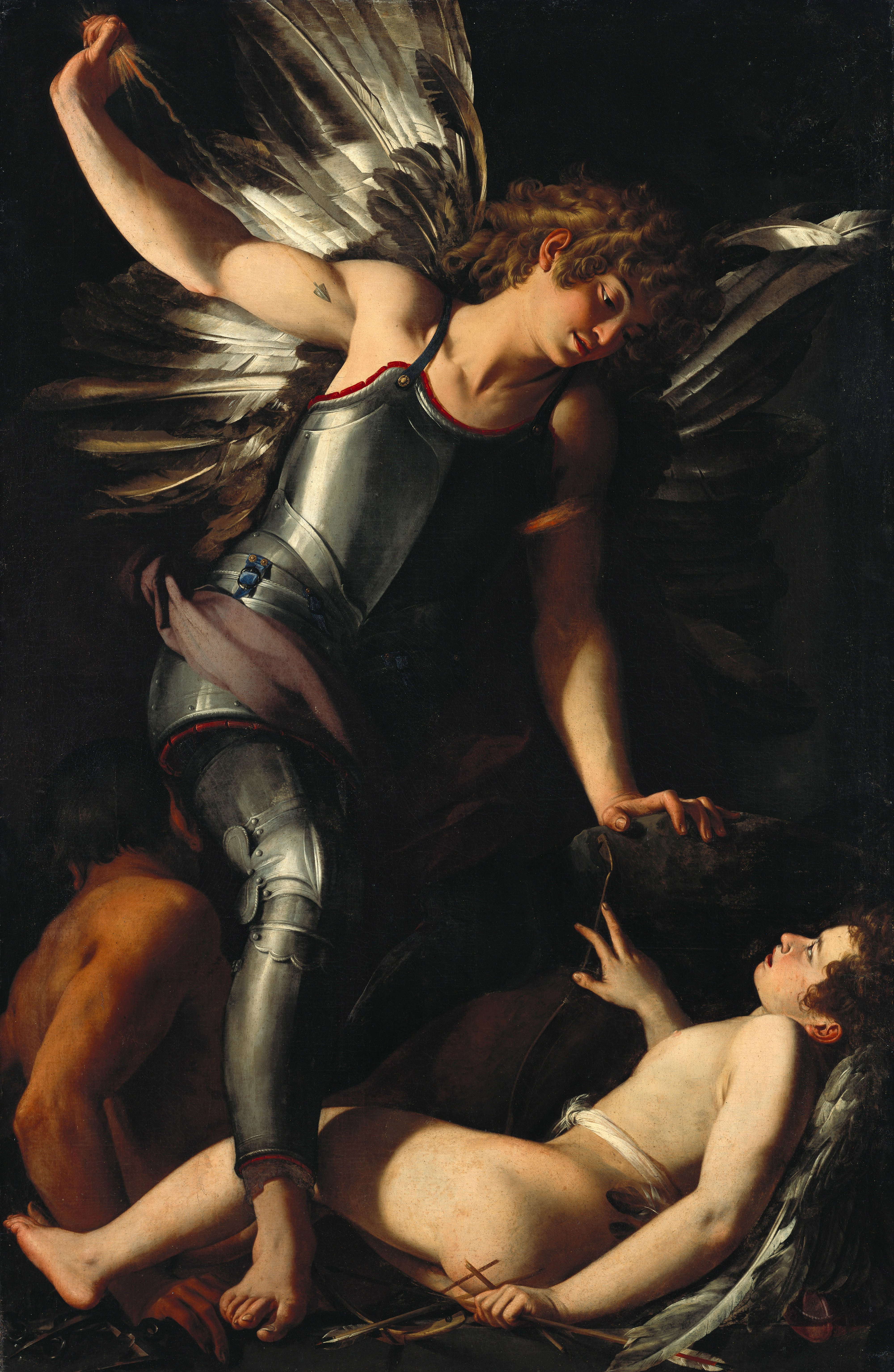
Version de Berlin.
Version de Rome « Barberini ».

Les deux versions de ce même sujet semblent avoir toutes deux appartenu à la collection Giustiniani où elles se faisaient face dans une galerie, un Cupidon en marbre antique les séparant.
La datation précise des deux tableaux pose quelques questions, mais l'ordre de succession est assez consensuel : en effet, il apparaît que Baglione reçoit des critiques iconographiques vis-à-vis de la toile où Amour est recouvert d'une armure, ce qui l'aurait poussé à fournir une seconde version où la cuirasse est nettement plus discrète et où le dieu laisse voir son torse et sa jambe. Dès lors, diverses analyses mènent à diverses dates : 1602 pour les deux tableaux (selon Michele Nicolaci) ou bien 1601-1602 pour l'un et 1602 pour l'autre ; au plus tard, le site du musée de Berlin estime vers 1602-1603 la réalisation du premier tableau.
Malgré tout, l'analyse de l'historienne de l'art Rossella Vodret en 2002 pourrait mettre en question l'ordre de réalisation des toiles à cause de la présence d'un dessin préparatoire sous la surface de la version Barberini, ce qui la placerait alors en première position chronologique.

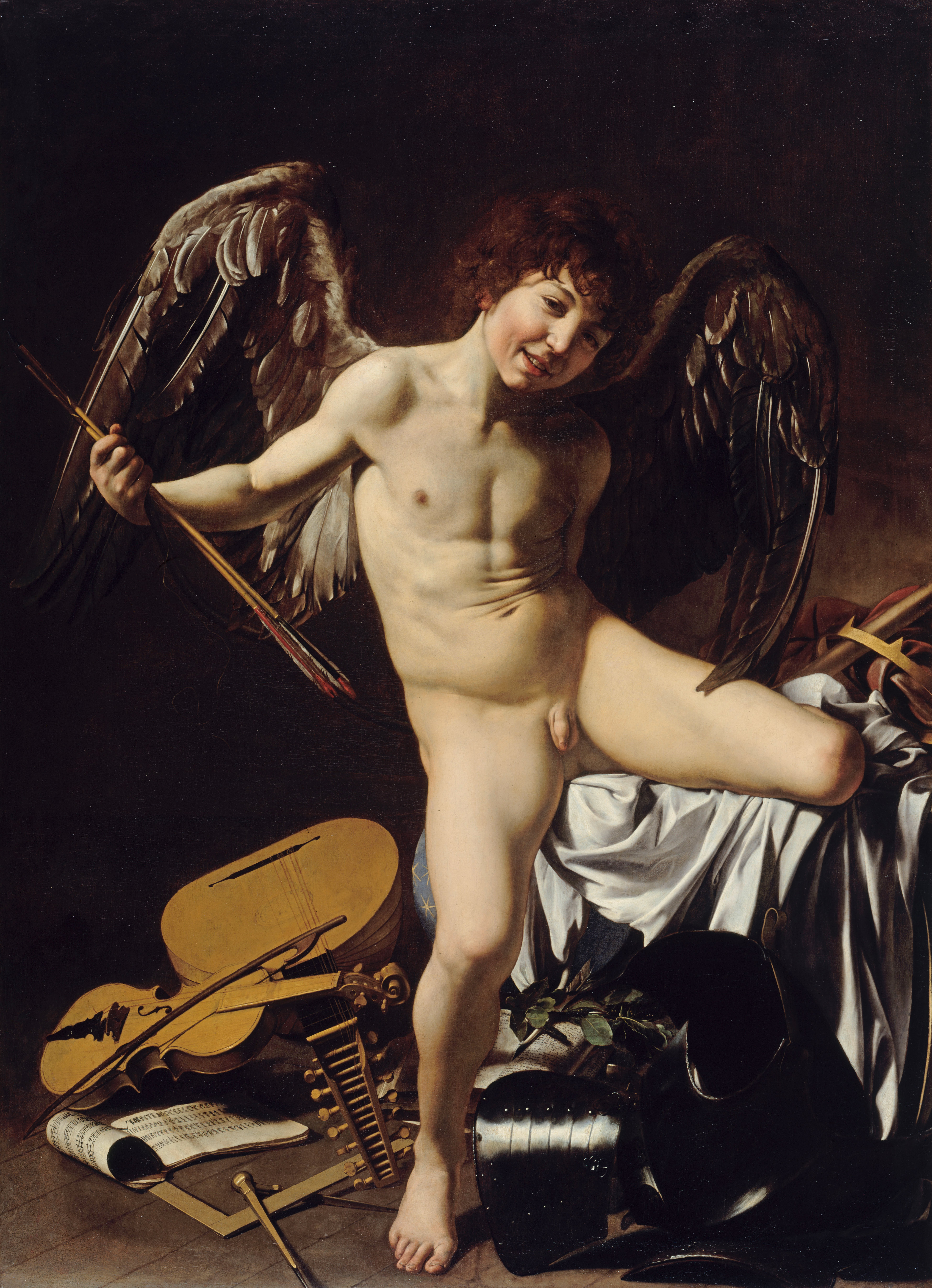
L'Amour victorieux du Caravage est peint en compétition avec celui de Baglione.

Les titres des tableaux varient quelque peu en fonction des sources et des traductions, allant de L'Amour divin et l'Amour profane à L'Amour sacré terrassant l'Amour profane. Dans le contexte initial, il est possible de savoir grâce aux minutes d'un procès en diffamation de 1603 (voulu par Baglione contre Le Caravage et ses amis) que les termes employés sont alors Amor divino pour le tableau de Baglione et Amor terreno pour celui de Caravage, qui peuvent être compris respectivement dans le sens d'« Amour sacré » et d' « Amour profane ».

## Baglione et Caravage
En effet, le tableau de Baglione est composé dans un contexte de compétition très explicite entre ces deux peintres : les frères Vincenzo et Benedetto Giustiniani, grands amateurs d'art, leur ont lancé le défi de confronter leurs versions respectives de l'Amour. Caravage finit par l'emporter avec son Amour victorieux tandis que Baglione, son concurrent malheureux, reçoit tout de même de la part du cardinal une chaîne en or en gage d'admiration,.
Ces toiles de Baglione n'en sont pas moins très marquées par le style de Caravage, auquel il adhère alors de plus en plus. Elles font partie des plus accomplies réalisées par l'artiste romain.